# Patricia Morison

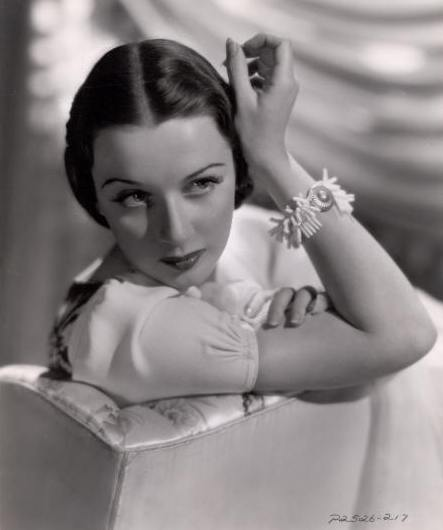
Patricia Morison 1939

Eileen Patricia Augusta Fraser Morison (* 19. März 1915 in New York City, New York; † 20. Mai 2018 in Los Angeles, Kalifornien) war eine US-amerikanische Schauspielerin.

## Leben
Geboren 1915 als Tochter des aus Irland eingewanderten Dramatikers und Gelegenheitsschauspielers William Morison und der britischen Mutter Selena, wuchs sie in der Lower East Side in New York auf und besuchte die Art Students League of New York. Erste Engagements am Broadway als Zweitbesetzung in Theaterstücken erhielt sie ab 1933.
Von einem Scout entdeckt, begann ihre Filmkarriere durchwachsen. Nach ihrem Spielfilmdebüt mit Persons in Hiding 1939 spielte sie zunächst in mittelmäßigen Produktionen und verließ Paramount nach drei Jahren, um als Freiberuflerin zu arbeiten. Unter anderem tourte sie während des Zweiten Weltkriegs für die United Service Organizations als Truppenbetreuung im Vereinigten Königreich. Dort bildete sie ihre Stimme weiter aus. In Hollywood blieben die Filmangebote für Morison allerdings überwiegend mäßig, oft war sie als Femme fatale oder Liebesrivalin der Hauptdarstellerin zu sehen. Sie spielte unter anderem in der oscarprämierten Franz-Werfel-Verfilmung Das Lied von Bernadette (1944) die französische Kaiserin Eugenie und war in Zu klug für die Liebe (1945) mit Katharine Hepburn und Spencer Tracy zu sehen. 1946 trat sie in der Sherlock-Holmes-Verfilmung Jagd auf Spieldosen als verbrecherische Gegenspielerin von Basil Rathbone auf. Patricia Morison galt lange Zeit als die Frau mit den längsten Haaren in Hollywood.
Ab 1948 gelang der Schauspielerin mit der Mezzosopran-Stimme mit der Hauptrolle der Lilli Vanessi in der Originalaufführung von Cole Porters Kiss me Kate der Beginn einer Musicalkarriere. Cole Porter hatte Morison in Hollywood singen gehört und sich dazu entschlossen, ihr die weibliche Hauptrolle in seiner neuen Show „Kiss Me, Kate“ zu geben. Morison wurde durch ihre Rolle als Lilli Vanessi zum Star am Broadway. „Küss mich, Kate“ spielte Songs wie „I Hate Men“, „Wunderbar“ und „So in Love“ und brachte Morison mit ihrem ehemaligen Broadway-Co-Star Alfred Drake wieder zusammen. Das Stück lief vom 30. Dezember 1948 bis zum 28. Juli 1951 auf dem Broadway, mit insgesamt 1.077 Vorstellungen. Morison spielte auch in der Londoner Produktion von Kiss Me, Kate, die für 400 Vorstellungen lief.
Im Februar 1954 übernahm Morison die Rolle von Anna Leonowens in der Rodgers & Hammerstein-Produktion von The King and I, in der Yul Brynner als King of Siam die Hauptrolle spielte. Das Musical wurde 1951 uraufgeführt, ursprünglich mit Gertrude Lawrence als Leonowens. Lawrence wurde später durch Celeste Holm, Constance Carpenter, Annamary Dickey und schließlich Morison ersetzt, die in The King and I bis zur Schließung des Broadway am 20. März 1954 auftraten. Anschließend wurde die Produktion auf der National Tour fortgesetzt, die eine Pause beinhaltete an der Los Angeles Civic Light Opera (ab 5. Mai 1954). Sie spielte die Rolle am Stadttheater in St. Louis, Missouri; die Produktion wurde am 11. Juni 1959 eröffnet. Patricia Morison kehrte bis auf wenige Ausnahmen nicht ins Kino zurück. Ihre weitere Karriere verfolgte sie neben dem Musical (unter anderem The Sound of Music, 1972) vor allem im Fernsehen, zuletzt 1989 als Gaststar in der Fernsehserie Cheers.
Patricia Morison lebte zuletzt in Los Angeles und konnte im März 2015 ihren 100. Geburtstag feiern. Sie starb im Mai 2018 im Alter von 103 Jahren.

## Filmografie (Auswahl)
- 1935: Wreckless (Kurzfilm)
- 1939: Persons in Hiding
- 1939: I’m from Missouri
- 1942: Mabok, der Schrecken des Dschungels (Beyond the Blue Horizon)
- 1943: Das Lied von Bernadette (The Song of Bernadette)
- 1943: The Fallen Sparrow
- 1943: Where Are Your Children?
- 1943: Hitler’s Madman
- 1945: Zu klug für die Liebe (Without Love)
- 1945: Die Dame im Zug (Lady on a Train)
- 1946: Jagd auf Spieldosen (Dressed to Kill)
- 1947: Königin der Wildnis (Queen of the Amazons)
- 1947: Tarzan wird gejagt (Tarzan and the Huntress)
- 1947: Das Lied vom dünnen Mann (Song of the Thin Man)
- 1948: Robin Hoods große Liebe (The Prince of Thieves)
- 1948: Wildfeuer, der schwarze Hengst (The Return of Wildfire)
- 1952: The Cases of Eddie Drake (Fernsehserie, 13 Folgen)
- 1960: Nur wenige sind auserwählt (Song Without End)
- 1964: Kiss Me Kate (Fernsehfilm)
- 1976: Won Ton Ton – der Hund, der Hollywood rettete (Won Ton Ton: The Dog Who Saved Hollywood)
- 1989: Cheers (Fernsehserie, 1 Folge)